# Чэнь Цзин (теннисистка)
Чэнь Цзин (кит. упр. 陈静, пиньинь Chén Jìng; род. 20 сентября 1968, Ухань) — китайская спортсменка, игрок в настольный теннис, олимпийская чемпионка 1988 года, выступавшая сначала за КНР, а потом — за Китайский Тайбэй.
В 1986 году Чэнь Цзин вошла в сборную КНР, и в 1988 году выиграла две медали на летних Олимпийских играх в Сеуле. В октябре 1991 года она приехала на Тайвань, и с 1992 года официально переселилась туда, выступая впоследствии уже за Китайский Тайбэй. В 2003 году Чэнь Цзин вернулась в КНР, изучала спортивную психологию в Южнокитайском педагогическом университете в Гуанчжоу. В настоящее время работает в психологической научно-исследовательской группе при сборной КНР по настольному теннису.